# Prémio Nacional de Saúde
O Prémio Nacional de Saúde é um prémio atribuído anualmente (desde 2006) pela Direção-Geral da Saúde, Portugal.
Este prémio foi criado pela Direção-Geral da Saúde no dia 4 de outubro de 2006, data da comemoração da criação desse organismo em 1899.
"O Prémio Nacional de Saúde visa distinguir anualmente, pela relevância e excelência, no âmbito das Ciências da Saúde, nos seus aspetos de promoção, prevenção e prestação de cuidados de saúde, uma personalidade que tenha contribuído, inequivocamente, para a obtenção de ganhos em saúde ou para o prestígio das organizações de saúde no âmbito do Serviço Nacional de Saúde".

## Premiados
Receberam este prémio:
- Albino Aroso (2006);
- Fernando de Pádua (2007)
- Mariana Diniz de Sousa (2008);
- Carlos Silveira (2009);
- Daniel Serrão (2010);
- Linhares Furtado (2011);
- Odette Ferreira (2012);
- Levi Eugénio Ribeiro Guerra (2013);
- José Guilherme Fernandes da Cunha-Vaz (2014);
- João Lobo Antunes (2015);
- António Gentil Martins (2016);
- João Manuel Godinho Queiroz e Melo (2017);
- Constantino Sakellarides (2019).